# Doenitzius
Doenitzius é um gênero de aranhas da família Linyphiidae descrito em 1960.